# Renewi Tour 2024
Renewi Tour 2024 – 19. edycja wyścigu kolarskiego Benelux Tour, która odbyła się w dniach od 28 sierpnia do 1 września 2024 na liczącej 744 kilometrów trasie składającej się z 5 etapów i biegnącej z Riemst do Geraardsbergen. Impreza kategorii 2.UWT była częścią UCI World Tour 2024.

## Etapy
| Etap | Data   | Start – Meta              | type                       | Dystans (km) | Suma wzniesień (m) | Zwycięzca etapu  | Lider          |
| ---- | ------ | ------------------------- | -------------------------- | ------------ | ------------------ | ---------------- | -------------- |
| 1    | 28 sie | Riemst – Bilzen           | pagórkowaty                | 163          | 1648 m             | Jonathan Milan   | Jonathan Milan |
| 2    | 29 sie | Tessenderlo – Tessenderlo | jazda indywidualna na czas | 15           | 112 m              | Alec Segaert     | Alec Segaert   |
| 3    | 30 sie | Blankenberge – Ardooie    | płaski                     | 185          | 690 m              | Jonathan Milan   | Alec Segaert   |
| 4    | 31 sie | Oostburg – Aalter         | płaski                     | 178          | 661 m              | Jasper Philipsen | Alec Segaert   |
| 5    | 1 wrz  | Menen – Geraardsbergen    | pagórkowaty                | 203          | 2124 m             | Arnaud De Lie    | Tim Wellens    |

## Uczestnicy

### Drużyny
| WorldTeams (18)- Decathlon-AG2R La Mondiale - Intermarché-Wanty - UAE Team Emirates - Alpecin-Deceuninck - Arkéa-B&B Hotels - Astana Qazaqstan Team - Bahrain Victorious - Red Bull-Bora-Hansgrohe - Cofidis - Movistar Team - EF Education-EasyPost - Groupama-FDJ - Lidl-Trek - Soudal Quick-Step - Team dsm-firmenich PostNL - Team Jayco AlUla - Ineos Grenadiers - Team Visma \| Lease a Bike ProTeams (5)- Lotto Dstny - Bingoal WB - TDT-Unibet - Team Flanders-Baloise - Tudor Pro Cycling Team |
| |

### Lista startowa
| UAE Team Emirates UAD | UAE Team Emirates UAD       | UAE Team Emirates UAD |
| --------------------- | --------------------------- | --------------------- |
| Nr                    | Kolarz                      | Miejsce               |
| 1                     | Tim Wellens (BEL) (ITT)     | 1.                    |
| 2                     | Nils Politt (GER) (ITT)     | 49.                   |
| 3                     | Sjoerd Bax (NED)            | 42.                   |
| 4                     | Alessandro Covi (ITA)       | 61.                   |
| 5                     | Juan Sebastián Molano (COL) | DNF-5                 |
| 6                     | Mikkel Bjerg (DEN)          | 54.                   |
| 7                     | Rui Oliveira (POR)          | DNF-5                 |

| Alpecin-Deceuninck ADC | Alpecin-Deceuninck ADC             | Alpecin-Deceuninck ADC |
| ---------------------- | ---------------------------------- | ---------------------- |
| Nr                     | Kolarz                             | Miejsce                |
| 11                     | Mathieu van der Poel (NED) (szosa) | DNS-5                  |
| 12                     | Jasper Philipsen (BEL)             | 6.                     |
| 13                     | Jonas Rickaert (BEL)               | DNF-5                  |
| 14                     | Søren Kragh Andersen (DEN)         | 25.                    |
| 15                     | Senne Leysen (BEL)                 | 85.                    |
| 16                     | Timo Kielich (BEL)                 | 83.                    |
| 17                     | Silvan Dillier (SUI)               | 67.                    |

| Soudal Quick-Step SOQ | Soudal Quick-Step SOQ    | Soudal Quick-Step SOQ |
| --------------------- | ------------------------ | --------------------- |
| Nr                    | Kolarz                   | Miejsce               |
| 21                    | Tim Merlier (BEL)        | DNS-3                 |
| 22                    | Yves Lampaert (BEL)      | DNF-5                 |
| 23                    | Josef Černý (CZE)        | 75.                   |
| 24                    | Ayco Bastiaens (BEL)     | DNF-5                 |
| 25                    | Bert Van Lerberghe (BEL) | DNF-5                 |
| 26                    | Ilan Van Wilder (BEL)    | 11.                   |
| 27                    | Warre Vangheluwe (BEL)   | 65.                   |

| Intermarché-Wanty IWA | Intermarché-Wanty IWA     | Intermarché-Wanty IWA |
| --------------------- | ------------------------- | --------------------- |
| Nr                    | Kolarz                    | Miejsce               |
| 31                    | Biniam Girmay (ERI) (ITT) | 38.                   |
| 32                    | Mike Teunissen (NED)      | 17.                   |
| 33                    | Gijs Van Hoecke (BEL)     | DNF-5                 |
| 34                    | Adrien Petit (FRA)        | DNF-5                 |
| 35                    | Laurenz Rex (BEL)         | 47.                   |
| 36                    | Dion Smith (NZL)          | 74.                   |
| 37                    | Gerben Thijssen (BEL)     | DNF-5                 |

| Team Visma \| Lease a Bike TVL | Team Visma \| Lease a Bike TVL   | Team Visma \| Lease a Bike TVL |
| ------------------------------ | -------------------------------- | ------------------------------ |
| Nr                             | Kolarz                           | Miejsce                        |
| 41                             | Olav Kooij (NED)                 | DNS-2                          |
| 42                             | Christophe Laporte (FRA) (szosa) | 4.                             |
| 43                             | Tiesj Benoot (BEL)               | 21.                            |
| 44                             | Per Strand Hagenes (NOR)         | 3.                             |
| 45                             | Tosh Van der Sande (BEL)         | DNF-5                          |
| 46                             | Mick van Dijke (NED)             | DNF-5                          |
| 47                             | Julien Vermote (BEL)             | 90.                            |

| Lidl-Trek LTK | Lidl-Trek LTK          | Lidl-Trek LTK |
| ------------- | ---------------------- | ------------- |
| Nr            | Kolarz                 | Miejsce       |
| 51            | Jasper Stuyven (BEL)   | 16.           |
| 52            | Edward Theuns (BEL)    | 55.           |
| 53            | Simone Consonni (ITA)  | 79.           |
| 54            | Daan Hoole (NED) (ITT) | DNF-1         |
| 55            | Jonathan Milan (ITA)   | DNF-5         |
| 56            | Jacopo Mosca (ITA)     | 50.           |
| 57            | Quinn Simmons (USA)    | 51.           |

| Lotto Dstny LTD | Lotto Dstny LTD             | Lotto Dstny LTD |
| --------------- | --------------------------- | --------------- |
| Nr              | Kolarz                      | Miejsce         |
| 61              | Arnaud De Lie (BEL) (szosa) | 37.             |
| 62              | Florian Vermeersch (BEL)    | 63.             |
| 63              | Jasper De Buyst (BEL)       | 70.             |
| 64              | Alec Segaert (BEL)          | 2.              |
| 65              | Liam Slock (BEL)            | DNF-5           |
| 66              | Brent Van Moer (BEL)        | 40.             |
| 67              | Cédric Beullens (BEL)       | DNF-5           |

| Bahrain Victorious TBV | Bahrain Victorious TBV  | Bahrain Victorious TBV |
| ---------------------- | ----------------------- | ---------------------- |
| Nr                     | Kolarz                  | Miejsce                |
| 71                     | Matej Mohorič (SLO)     | 8.                     |
| 72                     | Nikias Arndt (GER)      | 52.                    |
| 73                     | Phil Bauhaus (GER)      | DNF-5                  |
| 74                     | Andrea Pasqualon (ITA)  | DNF-5                  |
| 75                     | Dušan Rajović (SRB)     | DNS-5                  |
| 76                     | Łukasz Wiśniowski (POL) | DNF-5                  |
| 77                     | Fred Wright (GBR)       | 12.                    |

| Ineos Grenadiers IGD | Ineos Grenadiers IGD      | Ineos Grenadiers IGD |
| -------------------- | ------------------------- | -------------------- |
| Nr                   | Kolarz                    | Miejsce              |
| 81                   | Filippo Ganna (ITA) (ITT) | DNS-2                |
| 82                   | Elia Viviani (ITA)        | DNF-5                |
| 83                   | Tobias Foss (NOR)         | 58.                  |
| 84                   | Salvatore Puccio (ITA)    | DNF-5                |
| 85                   | Magnus Sheffield (USA)    | 57.                  |
| 86                   | Ben Turner (GBR)          | 7.                   |
| 87                   | Geraint Thomas (GBR)      | DNF-5                |

| Red Bull-Bora-Hansgrohe RBH | Red Bull-Bora-Hansgrohe RBH | Red Bull-Bora-Hansgrohe RBH |
| --------------------------- | --------------------------- | --------------------------- |
| Nr                          | Kolarz                      | Miejsce                     |
| 91                          | Sam Welsford (AUS)          | DNF-5                       |
| 92                          | Marco Haller (AUT)          | 31.                         |
| 93                          | Filip Maciejuk (POL) (ITT)  | 46.                         |
| 94                          | Ryan Mullen (IRL)           | DNF-5                       |
| 95                          | Maximilian Schachmann (GER) | 9.                          |
| 96                          | Matteo Sobrero (ITA)        | DNF-1                       |
| 97                          | Emil Herzog (GER)           | 73.                         |

| Arkéa-B&B Hotels ARK | Arkéa-B&B Hotels ARK   | Arkéa-B&B Hotels ARK |
| -------------------- | ---------------------- | -------------------- |
| Nr                   | Kolarz                 | Miejsce              |
| 101                  | Arnaud Démare (FRA)    | 71.                  |
| 102                  | Florian Sénéchal (FRA) | DNS-2                |
| 103                  | Matis Louvel (FRA)     | DNF-5                |
| 104                  | Daniel McLay (GBR)     | DNF-5                |
| 105                  | Alan Riou (FRA)        | DNF-5                |
| 106                  | Miles Scotson (AUS)    | 39.                  |
| 107                  | David Dekker (NED)     | 87.                  |

| Cofidis COF | Cofidis COF          | Cofidis COF |
| ----------- | -------------------- | ----------- |
| Nr          | Kolarz               | Miejsce     |
| 111         | Axel Zingle (FRA)    | 19.         |
| 112         | Aimé De Gendt (BEL)  | 27.         |
| 113         | Milan Fretin (BEL)   | DNF-5       |
| 114         | Oliver Knight (GBR)  | DNF-4       |
| 115         | Stefano Oldani (ITA) | DNS-4       |
| 116         | Alexis Renard (FRA)  | DNF-5       |
| 117         | Ludovic Robeet (BEL) | 68.         |

| Decathlon-AG2R La Mondiale DAT | Decathlon-AG2R La Mondiale DAT | Decathlon-AG2R La Mondiale DAT |
| ------------------------------ | ------------------------------ | ------------------------------ |
| Nr                             | Kolarz                         | Miejsce                        |
| 121                            | Sam Bennett (IRL)              | DNF-4                          |
| 122                            | Oliver Naesen (BEL)            | 23.                            |
| 123                            | Benoît Cosnefroy (FRA)         | DNF-5                          |
| 124                            | Dries De Bondt (BEL)           | 88.                            |
| 125                            | Stan Dewulf (BEL)              | 5.                             |
| 126                            | Pierre Gautherat (FRA)         | DNF-5                          |
| 127                            | Aurélien Paret-Peintre (FRA)   | 18.                            |

| EF Education-EasyPost EFE | EF Education-EasyPost EFE   | EF Education-EasyPost EFE |
| ------------------------- | --------------------------- | ------------------------- |
| Nr                        | Kolarz                      | Miejsce                   |
| 131                       | Jonas Rutsch (GER)          | 22.                       |
| 132                       | Mikkel Frølich Honoré (DEN) | 24.                       |
| 133                       | Stefan Bissegger (SUI)      | 48.                       |
| 134                       | Stefan de Bod (RSA)         | 33.                       |
| 135                       | Jack Rootkin-Gray (GBR)     | DNF-5                     |
| 136                       | Yuhi Todome (JPN)           | DNF-5                     |
| 137                       | Michael Valgren (DEN)       | 32.                       |

| Groupama-FDJ GFC | Groupama-FDJ GFC       | Groupama-FDJ GFC |
| ---------------- | ---------------------- | ---------------- |
| Nr               | Kolarz                 | Miejsce          |
| 141              | Clément Davy (FRA)     | DNF-5            |
| 142              | Valentin Madouas (FRA) | 14.              |
| 143              | Olivier Le Gac (FRA)   | 53.              |
| 144              | Fabian Lienhard (SUI)  | 56.              |
| 145              | Eddy Le Huitouze (FRA) | 20.              |
| 146              | Marc Sarreau (FRA)     | DNF-4            |
| 147              | Paul Penhoët (FRA)     | 26.              |

| Movistar Team MOV | Movistar Team MOV         | Movistar Team MOV |
| ----------------- | ------------------------- | ----------------- |
| Nr                | Kolarz                    | Miejsce           |
| 151               | Iván García Cortina (ESP) | 64.               |
| 152               | Fernando Gaviria (COL)    | DNF-5             |
| 153               | Rémi Cavagna (FRA)        | 41.               |
| 154               | Johan Jacobs (SUI)        | DNS-2             |
| 155               | Manlio Moro (ITA)         | DNF-4             |
| 156               | Iván Romeo (ESP)          | 44.               |
| 157               | Davide Cimolai (ITA)      | DNF-5             |

| Team dsm-firmenich PostNL DFP | Team dsm-firmenich PostNL DFP | Team dsm-firmenich PostNL DFP |
| ----------------------------- | ----------------------------- | ----------------------------- |
| Nr                            | Kolarz                        | Miejsce                       |
| 161                           | Fabio Jakobsen (NED)          | DNF                           |
| 162                           | John Degenkolb (GER)          | DNS-2                         |
| 163                           | Nils Eekhoff (NED)            | DNF-1                         |
| 164                           | Alexander Edmondson (AUS)     | DNS-4                         |
| 165                           | Timo Roosen (NED)             | DNF-5                         |
| 166                           | Frank van den Broek (NED)     | 60.                           |
| 167                           | Bram Welten (NED)             | 91.                           |

| Team Jayco AlUla JAY | Team Jayco AlUla JAY            | Team Jayco AlUla JAY |
| -------------------- | ------------------------------- | -------------------- |
| Nr                   | Kolarz                          | Miejsce              |
| 171                  | Dylan Groenewegen (NED) (szosa) | DNS-2                |
| 172                  | Michael Hepburn (AUS)           | DNF-5                |
| 173                  | Kelland O’Brien (AUS)           | 72.                  |
| 174                  | Jan Maas (NED)                  | 36.                  |
| 175                  | Max Walscheid (GER)             | 66.                  |
| 176                  | Elmar Reinders (NED)            | DNF-5                |
| 177                  | Campbell Stewart (NZL)          | DNF-5                |

| Astana Qazaqstan Team AST | Astana Qazaqstan Team AST            | Astana Qazaqstan Team AST |
| ------------------------- | ------------------------------------ | ------------------------- |
| Nr                        | Kolarz                               | Miejsce                   |
| 181                       | Michael Mørkøv (DEN)                 | DNF-5                     |
| 182                       | Alberto Bettiol (ITA) (szosa)        | 10.                       |
| 183                       | Jewgienij Gidicz (KAZ)               | DNF-5                     |
| 184                       | Dmitrij Gruzdiew (KAZ) (szosa i ITT) | DNF-5                     |
| 185                       | Max Kanter (GER)                     | 89.                       |
| 186                       | Rüdiger Selig (GER)                  | DNF-5                     |
| 187                       | Gleb Syrica                          | 82.                       |

| Bingoal WB BWB | Bingoal WB BWB          | Bingoal WB BWB |
| -------------- | ----------------------- | -------------- |
| Nr             | Kolarz                  | Miejsce        |
| 191            | Louis Blouwe (BEL)      | DNF-5          |
| 192            | Luca De Meester (BEL)   | 78.            |
| 193            | Davide Persico (ITA)    | DNF-5          |
| 194            | Ceriel Desal (BEL)      | 43.            |
| 195            | Nathan Vandepitte (FRA) | DNF-5          |
| 196            | Luca Van Boven (BEL)    | 69.            |
| 197            | Loïc Vliegen (BEL)      | DNF-5          |

| Team Flanders-Baloise TFB | Team Flanders-Baloise TFB | Team Flanders-Baloise TFB |
| ------------------------- | ------------------------- | ------------------------- |
| Nr                        | Kolarz                    | Miejsce                   |
| 201                       | Alex Colman (BEL)         | 76.                       |
| 202                       | Lars Craps (BEL)          | 29.                       |
| 203                       | Jules Hesters (BEL)       | 77.                       |
| 204                       | Elias Maris (BEL)         | 28.                       |
| 205                       | Dylan Vandenstorme (BEL)  | 35.                       |
| 206                       | Aaron Van Poucke (BEL)    | DNF-5                     |
| 207                       | Ward Vanhoof (BEL)        | 62.                       |

| TDT-Unibet TDT | TDT-Unibet TDT              | TDT-Unibet TDT |
| -------------- | --------------------------- | -------------- |
| Nr             | Kolarz                      | Miejsce        |
| 211            | Davide Bomboi (BEL)         | DNF-5          |
| 212            | Hartthijs de Vries (NED)    | 45.            |
| 213            | Andreas Stokbro (DEN)       | 81.            |
| 214            | Axel Huens (FRA)            | 34.            |
| 215            | Nicklas Amdi Pedersen (DEN) | DNF-5          |
| 216            | Tomáš Kopecký (CZE)         | 30.            |
| 217            | Jordy Bouts (BEL)           | 59.            |

| Tudor Pro Cycling Team TUD | Tudor Pro Cycling Team TUD   | Tudor Pro Cycling Team TUD |
| -------------------------- | ---------------------------- | -------------------------- |
| Nr                         | Kolarz                       | Miejsce                    |
| 221                        | Matteo Trentin (ITA)         | 13.                        |
| 222                        | Tom Bohli (SUI)              | 80.                        |
| 223                        | Jacob Eriksson (SWE) (szosa) | 86.                        |
| 224                        | Petr Kelemen (CZE)           | DNF-4                      |
| 225                        | Miká Heming (GER)            | 84.                        |
| 226                        | Simon Pellaud (SUI)          | DNF-5                      |
| 227                        | Rick Pluimers (NED)          | 15.                        |

| UAE Team Emirates UAD | UAE Team Emirates UAD       | UAE Team Emirates UAD |
| --------------------- | --------------------------- | --------------------- |
| Nr                    | Kolarz                      | Miejsce               |
| 1                     | Tim Wellens (BEL) (ITT)     | 1.                    |
| 2                     | Nils Politt (GER) (ITT)     | 49.                   |
| 3                     | Sjoerd Bax (NED)            | 42.                   |
| 4                     | Alessandro Covi (ITA)       | 61.                   |
| 5                     | Juan Sebastián Molano (COL) | DNF-5                 |
| 6                     | Mikkel Bjerg (DEN)          | 54.                   |
| 7                     | Rui Oliveira (POR)          | DNF-5                 |

| Alpecin-Deceuninck ADC | Alpecin-Deceuninck ADC             | Alpecin-Deceuninck ADC |
| ---------------------- | ---------------------------------- | ---------------------- |
| Nr                     | Kolarz                             | Miejsce                |
| 11                     | Mathieu van der Poel (NED) (szosa) | DNS-5                  |
| 12                     | Jasper Philipsen (BEL)             | 6.                     |
| 13                     | Jonas Rickaert (BEL)               | DNF-5                  |
| 14                     | Søren Kragh Andersen (DEN)         | 25.                    |
| 15                     | Senne Leysen (BEL)                 | 85.                    |
| 16                     | Timo Kielich (BEL)                 | 83.                    |
| 17                     | Silvan Dillier (SUI)               | 67.                    |

| Soudal Quick-Step SOQ | Soudal Quick-Step SOQ    | Soudal Quick-Step SOQ |
| --------------------- | ------------------------ | --------------------- |
| Nr                    | Kolarz                   | Miejsce               |
| 21                    | Tim Merlier (BEL)        | DNS-3                 |
| 22                    | Yves Lampaert (BEL)      | DNF-5                 |
| 23                    | Josef Černý (CZE)        | 75.                   |
| 24                    | Ayco Bastiaens (BEL)     | DNF-5                 |
| 25                    | Bert Van Lerberghe (BEL) | DNF-5                 |
| 26                    | Ilan Van Wilder (BEL)    | 11.                   |
| 27                    | Warre Vangheluwe (BEL)   | 65.                   |

| Intermarché-Wanty IWA | Intermarché-Wanty IWA     | Intermarché-Wanty IWA |
| --------------------- | ------------------------- | --------------------- |
| Nr                    | Kolarz                    | Miejsce               |
| 31                    | Biniam Girmay (ERI) (ITT) | 38.                   |
| 32                    | Mike Teunissen (NED)      | 17.                   |
| 33                    | Gijs Van Hoecke (BEL)     | DNF-5                 |
| 34                    | Adrien Petit (FRA)        | DNF-5                 |
| 35                    | Laurenz Rex (BEL)         | 47.                   |
| 36                    | Dion Smith (NZL)          | 74.                   |
| 37                    | Gerben Thijssen (BEL)     | DNF-5                 |

| Team Visma \| Lease a Bike TVL | Team Visma \| Lease a Bike TVL   | Team Visma \| Lease a Bike TVL |
| ------------------------------ | -------------------------------- | ------------------------------ |
| Nr                             | Kolarz                           | Miejsce                        |
| 41                             | Olav Kooij (NED)                 | DNS-2                          |
| 42                             | Christophe Laporte (FRA) (szosa) | 4.                             |
| 43                             | Tiesj Benoot (BEL)               | 21.                            |
| 44                             | Per Strand Hagenes (NOR)         | 3.                             |
| 45                             | Tosh Van der Sande (BEL)         | DNF-5                          |
| 46                             | Mick van Dijke (NED)             | DNF-5                          |
| 47                             | Julien Vermote (BEL)             | 90.                            |

| Lidl-Trek LTK | Lidl-Trek LTK          | Lidl-Trek LTK |
| ------------- | ---------------------- | ------------- |
| Nr            | Kolarz                 | Miejsce       |
| 51            | Jasper Stuyven (BEL)   | 16.           |
| 52            | Edward Theuns (BEL)    | 55.           |
| 53            | Simone Consonni (ITA)  | 79.           |
| 54            | Daan Hoole (NED) (ITT) | DNF-1         |
| 55            | Jonathan Milan (ITA)   | DNF-5         |
| 56            | Jacopo Mosca (ITA)     | 50.           |
| 57            | Quinn Simmons (USA)    | 51.           |

| Lotto Dstny LTD | Lotto Dstny LTD             | Lotto Dstny LTD |
| --------------- | --------------------------- | --------------- |
| Nr              | Kolarz                      | Miejsce         |
| 61              | Arnaud De Lie (BEL) (szosa) | 37.             |
| 62              | Florian Vermeersch (BEL)    | 63.             |
| 63              | Jasper De Buyst (BEL)       | 70.             |
| 64              | Alec Segaert (BEL)          | 2.              |
| 65              | Liam Slock (BEL)            | DNF-5           |
| 66              | Brent Van Moer (BEL)        | 40.             |
| 67              | Cédric Beullens (BEL)       | DNF-5           |

| Bahrain Victorious TBV | Bahrain Victorious TBV  | Bahrain Victorious TBV |
| ---------------------- | ----------------------- | ---------------------- |
| Nr                     | Kolarz                  | Miejsce                |
| 71                     | Matej Mohorič (SLO)     | 8.                     |
| 72                     | Nikias Arndt (GER)      | 52.                    |
| 73                     | Phil Bauhaus (GER)      | DNF-5                  |
| 74                     | Andrea Pasqualon (ITA)  | DNF-5                  |
| 75                     | Dušan Rajović (SRB)     | DNS-5                  |
| 76                     | Łukasz Wiśniowski (POL) | DNF-5                  |
| 77                     | Fred Wright (GBR)       | 12.                    |

| Ineos Grenadiers IGD | Ineos Grenadiers IGD      | Ineos Grenadiers IGD |
| -------------------- | ------------------------- | -------------------- |
| Nr                   | Kolarz                    | Miejsce              |
| 81                   | Filippo Ganna (ITA) (ITT) | DNS-2                |
| 82                   | Elia Viviani (ITA)        | DNF-5                |
| 83                   | Tobias Foss (NOR)         | 58.                  |
| 84                   | Salvatore Puccio (ITA)    | DNF-5                |
| 85                   | Magnus Sheffield (USA)    | 57.                  |
| 86                   | Ben Turner (GBR)          | 7.                   |
| 87                   | Geraint Thomas (GBR)      | DNF-5                |

| Red Bull-Bora-Hansgrohe RBH | Red Bull-Bora-Hansgrohe RBH | Red Bull-Bora-Hansgrohe RBH |
| --------------------------- | --------------------------- | --------------------------- |
| Nr                          | Kolarz                      | Miejsce                     |
| 91                          | Sam Welsford (AUS)          | DNF-5                       |
| 92                          | Marco Haller (AUT)          | 31.                         |
| 93                          | Filip Maciejuk (POL) (ITT)  | 46.                         |
| 94                          | Ryan Mullen (IRL)           | DNF-5                       |
| 95                          | Maximilian Schachmann (GER) | 9.                          |
| 96                          | Matteo Sobrero (ITA)        | DNF-1                       |
| 97                          | Emil Herzog (GER)           | 73.                         |

| Arkéa-B&B Hotels ARK | Arkéa-B&B Hotels ARK   | Arkéa-B&B Hotels ARK |
| -------------------- | ---------------------- | -------------------- |
| Nr                   | Kolarz                 | Miejsce              |
| 101                  | Arnaud Démare (FRA)    | 71.                  |
| 102                  | Florian Sénéchal (FRA) | DNS-2                |
| 103                  | Matis Louvel (FRA)     | DNF-5                |
| 104                  | Daniel McLay (GBR)     | DNF-5                |
| 105                  | Alan Riou (FRA)        | DNF-5                |
| 106                  | Miles Scotson (AUS)    | 39.                  |
| 107                  | David Dekker (NED)     | 87.                  |

| Cofidis COF | Cofidis COF          | Cofidis COF |
| ----------- | -------------------- | ----------- |
| Nr          | Kolarz               | Miejsce     |
| 111         | Axel Zingle (FRA)    | 19.         |
| 112         | Aimé De Gendt (BEL)  | 27.         |
| 113         | Milan Fretin (BEL)   | DNF-5       |
| 114         | Oliver Knight (GBR)  | DNF-4       |
| 115         | Stefano Oldani (ITA) | DNS-4       |
| 116         | Alexis Renard (FRA)  | DNF-5       |
| 117         | Ludovic Robeet (BEL) | 68.         |

| Decathlon-AG2R La Mondiale DAT | Decathlon-AG2R La Mondiale DAT | Decathlon-AG2R La Mondiale DAT |
| ------------------------------ | ------------------------------ | ------------------------------ |
| Nr                             | Kolarz                         | Miejsce                        |
| 121                            | Sam Bennett (IRL)              | DNF-4                          |
| 122                            | Oliver Naesen (BEL)            | 23.                            |
| 123                            | Benoît Cosnefroy (FRA)         | DNF-5                          |
| 124                            | Dries De Bondt (BEL)           | 88.                            |
| 125                            | Stan Dewulf (BEL)              | 5.                             |
| 126                            | Pierre Gautherat (FRA)         | DNF-5                          |
| 127                            | Aurélien Paret-Peintre (FRA)   | 18.                            |

| EF Education-EasyPost EFE | EF Education-EasyPost EFE   | EF Education-EasyPost EFE |
| ------------------------- | --------------------------- | ------------------------- |
| Nr                        | Kolarz                      | Miejsce                   |
| 131                       | Jonas Rutsch (GER)          | 22.                       |
| 132                       | Mikkel Frølich Honoré (DEN) | 24.                       |
| 133                       | Stefan Bissegger (SUI)      | 48.                       |
| 134                       | Stefan de Bod (RSA)         | 33.                       |
| 135                       | Jack Rootkin-Gray (GBR)     | DNF-5                     |
| 136                       | Yuhi Todome (JPN)           | DNF-5                     |
| 137                       | Michael Valgren (DEN)       | 32.                       |

| Groupama-FDJ GFC | Groupama-FDJ GFC       | Groupama-FDJ GFC |
| ---------------- | ---------------------- | ---------------- |
| Nr               | Kolarz                 | Miejsce          |
| 141              | Clément Davy (FRA)     | DNF-5            |
| 142              | Valentin Madouas (FRA) | 14.              |
| 143              | Olivier Le Gac (FRA)   | 53.              |
| 144              | Fabian Lienhard (SUI)  | 56.              |
| 145              | Eddy Le Huitouze (FRA) | 20.              |
| 146              | Marc Sarreau (FRA)     | DNF-4            |
| 147              | Paul Penhoët (FRA)     | 26.              |

| Movistar Team MOV | Movistar Team MOV         | Movistar Team MOV |
| ----------------- | ------------------------- | ----------------- |
| Nr                | Kolarz                    | Miejsce           |
| 151               | Iván García Cortina (ESP) | 64.               |
| 152               | Fernando Gaviria (COL)    | DNF-5             |
| 153               | Rémi Cavagna (FRA)        | 41.               |
| 154               | Johan Jacobs (SUI)        | DNS-2             |
| 155               | Manlio Moro (ITA)         | DNF-4             |
| 156               | Iván Romeo (ESP)          | 44.               |
| 157               | Davide Cimolai (ITA)      | DNF-5             |

| Team dsm-firmenich PostNL DFP | Team dsm-firmenich PostNL DFP | Team dsm-firmenich PostNL DFP |
| ----------------------------- | ----------------------------- | ----------------------------- |
| Nr                            | Kolarz                        | Miejsce                       |
| 161                           | Fabio Jakobsen (NED)          | DNF                           |
| 162                           | John Degenkolb (GER)          | DNS-2                         |
| 163                           | Nils Eekhoff (NED)            | DNF-1                         |
| 164                           | Alexander Edmondson (AUS)     | DNS-4                         |
| 165                           | Timo Roosen (NED)             | DNF-5                         |
| 166                           | Frank van den Broek (NED)     | 60.                           |
| 167                           | Bram Welten (NED)             | 91.                           |

| Team Jayco AlUla JAY | Team Jayco AlUla JAY            | Team Jayco AlUla JAY |
| -------------------- | ------------------------------- | -------------------- |
| Nr                   | Kolarz                          | Miejsce              |
| 171                  | Dylan Groenewegen (NED) (szosa) | DNS-2                |
| 172                  | Michael Hepburn (AUS)           | DNF-5                |
| 173                  | Kelland O’Brien (AUS)           | 72.                  |
| 174                  | Jan Maas (NED)                  | 36.                  |
| 175                  | Max Walscheid (GER)             | 66.                  |
| 176                  | Elmar Reinders (NED)            | DNF-5                |
| 177                  | Campbell Stewart (NZL)          | DNF-5                |

| Astana Qazaqstan Team AST | Astana Qazaqstan Team AST            | Astana Qazaqstan Team AST |
| ------------------------- | ------------------------------------ | ------------------------- |
| Nr                        | Kolarz                               | Miejsce                   |
| 181                       | Michael Mørkøv (DEN)                 | DNF-5                     |
| 182                       | Alberto Bettiol (ITA) (szosa)        | 10.                       |
| 183                       | Jewgienij Gidicz (KAZ)               | DNF-5                     |
| 184                       | Dmitrij Gruzdiew (KAZ) (szosa i ITT) | DNF-5                     |
| 185                       | Max Kanter (GER)                     | 89.                       |
| 186                       | Rüdiger Selig (GER)                  | DNF-5                     |
| 187                       | Gleb Syrica                          | 82.                       |

| Bingoal WB BWB | Bingoal WB BWB          | Bingoal WB BWB |
| -------------- | ----------------------- | -------------- |
| Nr             | Kolarz                  | Miejsce        |
| 191            | Louis Blouwe (BEL)      | DNF-5          |
| 192            | Luca De Meester (BEL)   | 78.            |
| 193            | Davide Persico (ITA)    | DNF-5          |
| 194            | Ceriel Desal (BEL)      | 43.            |
| 195            | Nathan Vandepitte (FRA) | DNF-5          |
| 196            | Luca Van Boven (BEL)    | 69.            |
| 197            | Loïc Vliegen (BEL)      | DNF-5          |

| Team Flanders-Baloise TFB | Team Flanders-Baloise TFB | Team Flanders-Baloise TFB |
| ------------------------- | ------------------------- | ------------------------- |
| Nr                        | Kolarz                    | Miejsce                   |
| 201                       | Alex Colman (BEL)         | 76.                       |
| 202                       | Lars Craps (BEL)          | 29.                       |
| 203                       | Jules Hesters (BEL)       | 77.                       |
| 204                       | Elias Maris (BEL)         | 28.                       |
| 205                       | Dylan Vandenstorme (BEL)  | 35.                       |
| 206                       | Aaron Van Poucke (BEL)    | DNF-5                     |
| 207                       | Ward Vanhoof (BEL)        | 62.                       |

| TDT-Unibet TDT | TDT-Unibet TDT              | TDT-Unibet TDT |
| -------------- | --------------------------- | -------------- |
| Nr             | Kolarz                      | Miejsce        |
| 211            | Davide Bomboi (BEL)         | DNF-5          |
| 212            | Hartthijs de Vries (NED)    | 45.            |
| 213            | Andreas Stokbro (DEN)       | 81.            |
| 214            | Axel Huens (FRA)            | 34.            |
| 215            | Nicklas Amdi Pedersen (DEN) | DNF-5          |
| 216            | Tomáš Kopecký (CZE)         | 30.            |
| 217            | Jordy Bouts (BEL)           | 59.            |

| Tudor Pro Cycling Team TUD | Tudor Pro Cycling Team TUD   | Tudor Pro Cycling Team TUD |
| -------------------------- | ---------------------------- | -------------------------- |
| Nr                         | Kolarz                       | Miejsce                    |
| 221                        | Matteo Trentin (ITA)         | 13.                        |
| 222                        | Tom Bohli (SUI)              | 80.                        |
| 223                        | Jacob Eriksson (SWE) (szosa) | 86.                        |
| 224                        | Petr Kelemen (CZE)           | DNF-4                      |
| 225                        | Miká Heming (GER)            | 84.                        |
| 226                        | Simon Pellaud (SUI)          | DNF-5                      |
| 227                        | Rick Pluimers (NED)          | 15.                        |

Legenda: DNF – nie ukończył etapu, OTL – przekroczył limit czasu, DNS – nie wystartował do etapu, DSQ – zdyskwalifikowany. Numer przy skrócie oznacza etap, na którym kolarz opuścił wyścig.

## Wyniki etapów

### Etap 1
| Riemst - Bilzen | pagórkowaty | (163 km) |

| \| Klasyfikacja etapu \| Klasyfikacja etapu \| Klasyfikacja etapu \| Klasyfikacja etapu \| Klasyfikacja etapu \| \| Kolarz \| Kolarz \| Państwo \| Drużyna \| Czas \| \| ------------------ \| ------------------- \| ------------------ \| ---------------------- \| ------------------ \| \| 1. \| Jonathan Milan \| Włochy \| Lidl-Trek \| 3h 41' 01" \| \| 2. \| Jasper Philipsen \| Belgia \| Alpecin-Deceuninck \| + 0" \| \| 3. \| Axel Zingle \| Francja \| Cofidis \| + 0" \| \| 4. \| Dylan Groenewegen \| Holandia \| Team Jayco AlUla \| + 0" \| \| 5. \| Paul Penhoët \| Francja \| Groupama-FDJ \| + 0" \| \| 6. \| Gerben Thijssen \| Belgia \| Intermarché-Wanty \| + 0" \| \| 7. \| Matteo Trentin \| Włochy \| Tudor Pro Cycling Team \| + 0" \| \| 8. \| Elia Viviani \| Włochy \| Ineos Grenadiers \| + 0" \| \| 9. \| Davide Bomboi \| Belgia \| TDT-Unibet \| + 0" \| \| 10. \| Iván García Cortina \| Hiszpania \| Movistar Team \| + 0" \| |                     |           |                        |            |
| |                     |           |                        |            |
| |                     |           |                        |            |
| Klasyfikacja etapu |                     |           |                        |            |
| Kolarz | Kolarz              | Państwo   | Drużyna                | Czas       |
| 1. | Jonathan Milan      | Włochy    | Lidl-Trek              | 3h 41' 01" |
| 2. | Jasper Philipsen    | Belgia    | Alpecin-Deceuninck     | + 0"       |
| 3. | Axel Zingle         | Francja   | Cofidis                | + 0"       |
| 4. | Dylan Groenewegen   | Holandia  | Team Jayco AlUla       | + 0"       |
| 5. | Paul Penhoët        | Francja   | Groupama-FDJ           | + 0"       |
| 6. | Gerben Thijssen     | Belgia    | Intermarché-Wanty      | + 0"       |
| 7. | Matteo Trentin      | Włochy    | Tudor Pro Cycling Team | + 0"       |
| 8. | Elia Viviani        | Włochy    | Ineos Grenadiers       | + 0"       |
| 9. | Davide Bomboi       | Belgia    | TDT-Unibet             | + 0"       |
| 10. | Iván García Cortina | Hiszpania | Movistar Team          | + 0"       |

| \| Klasyfikacja generalna \| Klasyfikacja generalna \| Klasyfikacja generalna \| Klasyfikacja generalna \| Klasyfikacja generalna \| \| Kolarz \| Kolarz \| Państwo \| Drużyna \| Czas \| \| ---------------------- \| ---------------------- \| ---------------------- \| ---------------------- \| ---------------------- \| \| 1. \| Jonathan Milan \| Włochy \| Lidl-Trek \| 3h 40' 51" \| \| 2. \| Jasper Philipsen \| Belgia \| Alpecin-Deceuninck \| + 4" \| \| 3. \| Axel Huens \| Francja \| TDT-Unibet \| + 4" \| \| 4. \| Axel Zingle \| Francja \| Cofidis \| + 6" \| \| 5. \| Lars Craps \| Belgia \| Team Flanders-Baloise \| + 6" \| \| 6. \| Dylan Groenewegen \| Holandia \| Team Jayco AlUla \| + 10" \| \| 7. \| Paul Penhoët \| Francja \| Groupama-FDJ \| + 10" \| \| 8. \| Gerben Thijssen \| Belgia \| Intermarché-Wanty \| + 10" \| \| 9. \| Matteo Trentin \| Włochy \| Tudor Pro Cycling Team \| + 10" \| \| 10. \| Elia Viviani \| Włochy \| Ineos Grenadiers \| + 10" \| |                   |          |                        |            |
| |                   |          |                        |            |
| |                   |          |                        |            |
| Klasyfikacja generalna |                   |          |                        |            |
| Kolarz | Kolarz            | Państwo  | Drużyna                | Czas       |
| 1. | Jonathan Milan    | Włochy   | Lidl-Trek              | 3h 40' 51" |
| 2. | Jasper Philipsen  | Belgia   | Alpecin-Deceuninck     | + 4"       |
| 3. | Axel Huens        | Francja  | TDT-Unibet             | + 4"       |
| 4. | Axel Zingle       | Francja  | Cofidis                | + 6"       |
| 5. | Lars Craps        | Belgia   | Team Flanders-Baloise  | + 6"       |
| 6. | Dylan Groenewegen | Holandia | Team Jayco AlUla       | + 10"      |
| 7. | Paul Penhoët      | Francja  | Groupama-FDJ           | + 10"      |
| 8. | Gerben Thijssen   | Belgia   | Intermarché-Wanty      | + 10"      |
| 9. | Matteo Trentin    | Włochy   | Tudor Pro Cycling Team | + 10"      |
| 10. | Elia Viviani      | Włochy   | Ineos Grenadiers       | + 10"      |

### Etap 2
| Tessenderlo - Tessenderlo | jazda indywidualna na czas | (15 km) |

| \| Klasyfikacja etapu \| Klasyfikacja etapu \| Klasyfikacja etapu \| Klasyfikacja etapu \| Klasyfikacja etapu \| \| Kolarz \| Kolarz \| Państwo \| Drużyna \| Czas \| \| ------------------ \| --------------------- \| ------------------ \| -------------------------- \| ------------------ \| \| 1. \| Alec Segaert \| Belgia \| Lotto Dstny \| 16' 59" \| \| 2. \| Magnus Sheffield \| Stany Zjednoczone \| Ineos Grenadiers \| + 7" \| \| 3. \| Stefan Bissegger \| Szwajcaria \| EF Education-EasyPost \| + 10" \| \| 4. \| Tobias Foss \| Norwegia \| Ineos Grenadiers \| + 11" \| \| 5. \| Tim Wellens \| Belgia \| UAE Team Emirates \| + 16" \| \| 6. \| Ben Turner \| Wielka Brytania \| Ineos Grenadiers \| + 22" \| \| 7. \| Christophe Laporte \| Francja \| Team Visma \\| Lease a Bike \| + 23" \| \| 8. \| Filip Maciejuk \| Polska \| Red Bull-Bora-Hansgrohe \| + 26" \| \| 9. \| Maximilian Schachmann \| Niemcy \| Red Bull-Bora-Hansgrohe \| + 27" \| \| 10. \| Alberto Bettiol \| Włochy \| Astana Qazaqstan Team \| + 28" \| |                       |                   |                            |         |
| |                       |                   |                            |         |
| |                       |                   |                            |         |
| Klasyfikacja etapu |                       |                   |                            |         |
| Kolarz | Kolarz                | Państwo           | Drużyna                    | Czas    |
| 1. | Alec Segaert          | Belgia            | Lotto Dstny                | 16' 59" |
| 2. | Magnus Sheffield      | Stany Zjednoczone | Ineos Grenadiers           | + 7"    |
| 3. | Stefan Bissegger      | Szwajcaria        | EF Education-EasyPost      | + 10"   |
| 4. | Tobias Foss           | Norwegia          | Ineos Grenadiers           | + 11"   |
| 5. | Tim Wellens           | Belgia            | UAE Team Emirates          | + 16"   |
| 6. | Ben Turner            | Wielka Brytania   | Ineos Grenadiers           | + 22"   |
| 7. | Christophe Laporte    | Francja           | Team Visma \| Lease a Bike | + 23"   |
| 8. | Filip Maciejuk        | Polska            | Red Bull-Bora-Hansgrohe    | + 26"   |
| 9. | Maximilian Schachmann | Niemcy            | Red Bull-Bora-Hansgrohe    | + 27"   |
| 10. | Alberto Bettiol       | Włochy            | Astana Qazaqstan Team      | + 28"   |

| \| Klasyfikacja generalna \| Klasyfikacja generalna \| Klasyfikacja generalna \| Klasyfikacja generalna \| Klasyfikacja generalna \| \| Kolarz \| Kolarz \| Państwo \| Drużyna \| Czas \| \| ---------------------- \| ---------------------- \| ---------------------- \| -------------------------- \| ---------------------- \| \| 1. \| Alec Segaert \| Belgia \| Lotto Dstny \| 3h 58' 00" \| \| 2. \| Magnus Sheffield \| Stany Zjednoczone \| Ineos Grenadiers \| + 7" \| \| 3. \| Tobias Foss \| Norwegia \| Ineos Grenadiers \| + 11" \| \| 4. \| Tim Wellens \| Belgia \| UAE Team Emirates \| + 16" \| \| 5. \| Ben Turner \| Wielka Brytania \| Ineos Grenadiers \| + 22" \| \| 6. \| Christophe Laporte \| Francja \| Team Visma \\| Lease a Bike \| + 23" \| \| 7. \| Maximilian Schachmann \| Niemcy \| Red Bull-Bora-Hansgrohe \| + 27" \| \| 8. \| Alberto Bettiol \| Włochy \| Astana Qazaqstan Team \| + 28" \| \| 9. \| Rémi Cavagna \| Francja \| Movistar Team \| + 30" \| \| 10. \| Per Strand Hagenes \| Norwegia \| Team Visma \\| Lease a Bike \| + 32" \| |                       |                   |                            |            |
| |                       |                   |                            |            |
| |                       |                   |                            |            |
| Klasyfikacja generalna |                       |                   |                            |            |
| Kolarz | Kolarz                | Państwo           | Drużyna                    | Czas       |
| 1. | Alec Segaert          | Belgia            | Lotto Dstny                | 3h 58' 00" |
| 2. | Magnus Sheffield      | Stany Zjednoczone | Ineos Grenadiers           | + 7"       |
| 3. | Tobias Foss           | Norwegia          | Ineos Grenadiers           | + 11"      |
| 4. | Tim Wellens           | Belgia            | UAE Team Emirates          | + 16"      |
| 5. | Ben Turner            | Wielka Brytania   | Ineos Grenadiers           | + 22"      |
| 6. | Christophe Laporte    | Francja           | Team Visma \| Lease a Bike | + 23"      |
| 7. | Maximilian Schachmann | Niemcy            | Red Bull-Bora-Hansgrohe    | + 27"      |
| 8. | Alberto Bettiol       | Włochy            | Astana Qazaqstan Team      | + 28"      |
| 9. | Rémi Cavagna          | Francja           | Movistar Team              | + 30"      |
| 10. | Per Strand Hagenes    | Norwegia          | Team Visma \| Lease a Bike | + 32"      |

### Etap 3
| Blankenberge - Ardooie | płaski | (185 km) |

| \| Klasyfikacja etapu \| Klasyfikacja etapu \| Klasyfikacja etapu \| Klasyfikacja etapu \| Klasyfikacja etapu \| \| Kolarz \| Kolarz \| Państwo \| Drużyna \| Czas \| \| ------------------ \| ------------------ \| ------------------ \| --------------------- \| ------------------ \| \| 1. \| Jonathan Milan \| Włochy \| Lidl-Trek \| 3h 57' 17" \| \| 2. \| Jasper Philipsen \| Belgia \| Alpecin-Deceuninck \| + 0" \| \| 3. \| Max Walscheid \| Niemcy \| Team Jayco AlUla \| + 0" \| \| 4. \| Arnaud Démare \| Francja \| Arkéa-B&B Hotels \| + 0" \| \| 5. \| Gleb Syrica \| brak \| Astana Qazaqstan Team \| + 0" \| \| 6. \| Jules Hesters \| Belgia \| Team Flanders-Baloise \| + 0" \| \| 7. \| Gerben Thijssen \| Belgia \| Intermarché-Wanty \| + 0" \| \| 8. \| Davide Persico \| Włochy \| Bingoal WB \| + 0" \| \| 9. \| Stefan Bissegger \| Szwajcaria \| EF Education-EasyPost \| + 0" \| \| 10. \| Arnaud De Lie \| Belgia \| Lotto Dstny \| + 0" \| |                  |            |                       |            |
| |                  |            |                       |            |
| |                  |            |                       |            |
| Klasyfikacja etapu |                  |            |                       |            |
| Kolarz | Kolarz           | Państwo    | Drużyna               | Czas       |
| 1. | Jonathan Milan   | Włochy     | Lidl-Trek             | 3h 57' 17" |
| 2. | Jasper Philipsen | Belgia     | Alpecin-Deceuninck    | + 0"       |
| 3. | Max Walscheid    | Niemcy     | Team Jayco AlUla      | + 0"       |
| 4. | Arnaud Démare    | Francja    | Arkéa-B&B Hotels      | + 0"       |
| 5. | Gleb Syrica      | brak       | Astana Qazaqstan Team | + 0"       |
| 6. | Jules Hesters    | Belgia     | Team Flanders-Baloise | + 0"       |
| 7. | Gerben Thijssen  | Belgia     | Intermarché-Wanty     | + 0"       |
| 8. | Davide Persico   | Włochy     | Bingoal WB            | + 0"       |
| 9. | Stefan Bissegger | Szwajcaria | EF Education-EasyPost | + 0"       |
| 10. | Arnaud De Lie    | Belgia     | Lotto Dstny           | + 0"       |

| \| Klasyfikacja generalna \| Klasyfikacja generalna \| Klasyfikacja generalna \| Klasyfikacja generalna \| Klasyfikacja generalna \| \| Kolarz \| Kolarz \| Państwo \| Drużyna \| Czas \| \| ---------------------- \| ---------------------- \| ---------------------- \| -------------------------- \| ---------------------- \| \| 1. \| Alec Segaert \| Belgia \| Lotto Dstny \| 7h 55' 17" \| \| 2. \| Magnus Sheffield \| Stany Zjednoczone \| Ineos Grenadiers \| + 7" \| \| 3. \| Tobias Foss \| Norwegia \| Ineos Grenadiers \| + 11" \| \| 4. \| Tim Wellens \| Belgia \| UAE Team Emirates \| + 16" \| \| 5. \| Ben Turner \| Wielka Brytania \| Ineos Grenadiers \| + 22" \| \| 6. \| Christophe Laporte \| Francja \| Team Visma \\| Lease a Bike \| + 23" \| \| 7. \| Jonathan Milan \| Włochy \| Lidl-Trek \| + 23" \| \| 8. \| Maximilian Schachmann \| Niemcy \| Red Bull-Bora-Hansgrohe \| + 27" \| \| 9. \| Alberto Bettiol \| Włochy \| Astana Qazaqstan Team \| + 28" \| \| 10. \| Rémi Cavagna \| Francja \| Movistar Team \| + 30" \| |                       |                   |                            |            |
| |                       |                   |                            |            |
| |                       |                   |                            |            |
| Klasyfikacja generalna |                       |                   |                            |            |
| Kolarz | Kolarz                | Państwo           | Drużyna                    | Czas       |
| 1. | Alec Segaert          | Belgia            | Lotto Dstny                | 7h 55' 17" |
| 2. | Magnus Sheffield      | Stany Zjednoczone | Ineos Grenadiers           | + 7"       |
| 3. | Tobias Foss           | Norwegia          | Ineos Grenadiers           | + 11"      |
| 4. | Tim Wellens           | Belgia            | UAE Team Emirates          | + 16"      |
| 5. | Ben Turner            | Wielka Brytania   | Ineos Grenadiers           | + 22"      |
| 6. | Christophe Laporte    | Francja           | Team Visma \| Lease a Bike | + 23"      |
| 7. | Jonathan Milan        | Włochy            | Lidl-Trek                  | + 23"      |
| 8. | Maximilian Schachmann | Niemcy            | Red Bull-Bora-Hansgrohe    | + 27"      |
| 9. | Alberto Bettiol       | Włochy            | Astana Qazaqstan Team      | + 28"      |
| 10. | Rémi Cavagna          | Francja           | Movistar Team              | + 30"      |

### Etap 4
| Oostburg - Aalter | płaski | (178 km) |

| \| Klasyfikacja etapu \| Klasyfikacja etapu \| Klasyfikacja etapu \| Klasyfikacja etapu \| Klasyfikacja etapu \| \| Kolarz \| Kolarz \| Państwo \| Drużyna \| Czas \| \| ------------------ \| --------------------- \| ------------------ \| -------------------------- \| ------------------ \| \| 1. \| Jasper Philipsen \| Belgia \| Alpecin-Deceuninck \| 3h 37' 08" \| \| 2. \| Christophe Laporte \| Francja \| Team Visma \\| Lease a Bike \| + 0" \| \| 3. \| Arnaud De Lie \| Belgia \| Lotto Dstny \| + 0" \| \| 4. \| Paul Penhoët \| Francja \| Groupama-FDJ \| + 0" \| \| 5. \| Bram Welten \| Holandia \| Team dsm-firmenich PostNL \| + 0" \| \| 6. \| Phil Bauhaus \| Niemcy \| Bahrain Victorious \| + 0" \| \| 7. \| Matteo Trentin \| Włochy \| Tudor Pro Cycling Team \| + 0" \| \| 8. \| Jonathan Milan \| Włochy \| Lidl-Trek \| + 0" \| \| 9. \| Milan Fretin \| Belgia \| Cofidis \| + 0" \| \| 10. \| Juan Sebastián Molano \| Kolumbia \| UAE Team Emirates \| + 0" \| |                       |          |                            |            |
| |                       |          |                            |            |
| |                       |          |                            |            |
| Klasyfikacja etapu |                       |          |                            |            |
| Kolarz | Kolarz                | Państwo  | Drużyna                    | Czas       |
| 1. | Jasper Philipsen      | Belgia   | Alpecin-Deceuninck         | 3h 37' 08" |
| 2. | Christophe Laporte    | Francja  | Team Visma \| Lease a Bike | + 0"       |
| 3. | Arnaud De Lie         | Belgia   | Lotto Dstny                | + 0"       |
| 4. | Paul Penhoët          | Francja  | Groupama-FDJ               | + 0"       |
| 5. | Bram Welten           | Holandia | Team dsm-firmenich PostNL  | + 0"       |
| 6. | Phil Bauhaus          | Niemcy   | Bahrain Victorious         | + 0"       |
| 7. | Matteo Trentin        | Włochy   | Tudor Pro Cycling Team     | + 0"       |
| 8. | Jonathan Milan        | Włochy   | Lidl-Trek                  | + 0"       |
| 9. | Milan Fretin          | Belgia   | Cofidis                    | + 0"       |
| 10. | Juan Sebastián Molano | Kolumbia | UAE Team Emirates          | + 0"       |

| \| Klasyfikacja generalna \| Klasyfikacja generalna \| Klasyfikacja generalna \| Klasyfikacja generalna \| Klasyfikacja generalna \| \| Kolarz \| Kolarz \| Państwo \| Drużyna \| Czas \| \| ---------------------- \| ---------------------- \| ---------------------- \| -------------------------- \| ---------------------- \| \| 1. \| Alec Segaert \| Belgia \| Lotto Dstny \| 11h 32' 25" \| \| 2. \| Magnus Sheffield \| Stany Zjednoczone \| Ineos Grenadiers \| + 7" \| \| 3. \| Tobias Foss \| Norwegia \| Ineos Grenadiers \| + 11" \| \| 4. \| Tim Wellens \| Belgia \| UAE Team Emirates \| + 16" \| \| 5. \| Christophe Laporte \| Francja \| Team Visma \\| Lease a Bike \| + 17" \| \| 6. \| Jasper Philipsen \| Belgia \| Alpecin-Deceuninck \| + 21" \| \| 7. \| Ben Turner \| Wielka Brytania \| Ineos Grenadiers \| + 22" \| \| 8. \| Jonathan Milan \| Włochy \| Lidl-Trek \| + 23" \| \| 9. \| Maximilian Schachmann \| Niemcy \| Red Bull-Bora-Hansgrohe \| + 27" \| \| 10. \| Alberto Bettiol \| Włochy \| Astana Qazaqstan Team \| + 28" \| |                       |                   |                            |             |
| |                       |                   |                            |             |
| |                       |                   |                            |             |
| Klasyfikacja generalna |                       |                   |                            |             |
| Kolarz | Kolarz                | Państwo           | Drużyna                    | Czas        |
| 1. | Alec Segaert          | Belgia            | Lotto Dstny                | 11h 32' 25" |
| 2. | Magnus Sheffield      | Stany Zjednoczone | Ineos Grenadiers           | + 7"        |
| 3. | Tobias Foss           | Norwegia          | Ineos Grenadiers           | + 11"       |
| 4. | Tim Wellens           | Belgia            | UAE Team Emirates          | + 16"       |
| 5. | Christophe Laporte    | Francja           | Team Visma \| Lease a Bike | + 17"       |
| 6. | Jasper Philipsen      | Belgia            | Alpecin-Deceuninck         | + 21"       |
| 7. | Ben Turner            | Wielka Brytania   | Ineos Grenadiers           | + 22"       |
| 8. | Jonathan Milan        | Włochy            | Lidl-Trek                  | + 23"       |
| 9. | Maximilian Schachmann | Niemcy            | Red Bull-Bora-Hansgrohe    | + 27"       |
| 10. | Alberto Bettiol       | Włochy            | Astana Qazaqstan Team      | + 28"       |

### Etap 5
| Menen - Geraardsbergen | pagórkowaty | (203 km) |

| \| Klasyfikacja etapu \| Klasyfikacja etapu \| Klasyfikacja etapu \| Klasyfikacja etapu \| Klasyfikacja etapu \| \| Kolarz \| Kolarz \| Państwo \| Drużyna \| Czas \| \| ------------------ \| ------------------ \| ------------------ \| -------------------------- \| ------------------ \| \| 1. \| Arnaud De Lie \| Belgia \| Lotto Dstny \| 4h 30' 56" \| \| 2. \| Tim Wellens \| Belgia \| UAE Team Emirates \| + 5" \| \| 3. \| Valentin Madouas \| Francja \| Groupama-FDJ \| + 17" \| \| 4. \| Rick Pluimers \| Holandia \| Tudor Pro Cycling Team \| + 20" \| \| 5. \| Stan Dewulf \| Belgia \| Decathlon-AG2R La Mondiale \| + 20" \| \| 6. \| Matej Mohorič \| Słowenia \| Bahrain Victorious \| + 20" \| \| 7. \| Per Strand Hagenes \| Norwegia \| Team Visma \\| Lease a Bike \| + 20" \| \| 8. \| Axel Zingle \| Francja \| Cofidis \| + 39" \| \| 9. \| Christophe Laporte \| Francja \| Team Visma \\| Lease a Bike \| + 41" \| \| 10. \| Paul Penhoët \| Francja \| Groupama-FDJ \| + 43" \| |                    |          |                            |            |
| |                    |          |                            |            |
| |                    |          |                            |            |
| Klasyfikacja etapu |                    |          |                            |            |
| Kolarz | Kolarz             | Państwo  | Drużyna                    | Czas       |
| 1. | Arnaud De Lie      | Belgia   | Lotto Dstny                | 4h 30' 56" |
| 2. | Tim Wellens        | Belgia   | UAE Team Emirates          | + 5"       |
| 3. | Valentin Madouas   | Francja  | Groupama-FDJ               | + 17"      |
| 4. | Rick Pluimers      | Holandia | Tudor Pro Cycling Team     | + 20"      |
| 5. | Stan Dewulf        | Belgia   | Decathlon-AG2R La Mondiale | + 20"      |
| 6. | Matej Mohorič      | Słowenia | Bahrain Victorious         | + 20"      |
| 7. | Per Strand Hagenes | Norwegia | Team Visma \| Lease a Bike | + 20"      |
| 8. | Axel Zingle        | Francja  | Cofidis                    | + 39"      |
| 9. | Christophe Laporte | Francja  | Team Visma \| Lease a Bike | + 41"      |
| 10. | Paul Penhoët       | Francja  | Groupama-FDJ               | + 43"      |

## Klasyfikacje

### Klasyfikacja generalna
| \| Klasyfikacja generalna \| Klasyfikacja generalna \| Klasyfikacja generalna \| Klasyfikacja generalna \| Klasyfikacja generalna \| \| Kolarz \| Kolarz \| Państwo \| Drużyna \| Czas \| \| ---------------------- \| ---------------------- \| ---------------------- \| -------------------------- \| ---------------------- \| \| 1. \| Tim Wellens \| Belgia \| UAE Team Emirates \| 16h 03' 28" \| \| 2. \| Alec Segaert \| Belgia \| Lotto Dstny \| + 40" \| \| 3. \| Per Strand Hagenes \| Norwegia \| Team Visma \\| Lease a Bike \| + 42" \| \| 4. \| Christophe Laporte \| Francja \| Team Visma \\| Lease a Bike \| + 51" \| \| 5. \| Stan Dewulf \| Belgia \| Decathlon-AG2R La Mondiale \| + 55" \| \| 6. \| Jasper Philipsen \| Belgia \| Alpecin-Deceuninck \| + 57" \| \| 7. \| Ben Turner \| Wielka Brytania \| Ineos Grenadiers \| + 58" \| \| 8. \| Matej Mohorič \| Słowenia \| Bahrain Victorious \| + 1' 01" \| \| 9. \| Maximilian Schachmann \| Niemcy \| Red Bull-Bora-Hansgrohe \| + 1' 03" \| \| 10. \| Alberto Bettiol \| Włochy \| Astana Qazaqstan Team \| + 1' 04" \| |                       |                 |                            |             |
| |                       |                 |                            |             |
| Źródło: ProCyclingStats |                       |                 |                            |             |
| Klasyfikacja generalna |                       |                 |                            |             |
| Kolarz | Kolarz                | Państwo         | Drużyna                    | Czas        |
| 1. | Tim Wellens           | Belgia          | UAE Team Emirates          | 16h 03' 28" |
| 2. | Alec Segaert          | Belgia          | Lotto Dstny                | + 40"       |
| 3. | Per Strand Hagenes    | Norwegia        | Team Visma \| Lease a Bike | + 42"       |
| 4. | Christophe Laporte    | Francja         | Team Visma \| Lease a Bike | + 51"       |
| 5. | Stan Dewulf           | Belgia          | Decathlon-AG2R La Mondiale | + 55"       |
| 6. | Jasper Philipsen      | Belgia          | Alpecin-Deceuninck         | + 57"       |
| 7. | Ben Turner            | Wielka Brytania | Ineos Grenadiers           | + 58"       |
| 8. | Matej Mohorič         | Słowenia        | Bahrain Victorious         | + 1' 01"    |
| 9. | Maximilian Schachmann | Niemcy          | Red Bull-Bora-Hansgrohe    | + 1' 03"    |
| 10. | Alberto Bettiol       | Włochy          | Astana Qazaqstan Team      | + 1' 04"    |

| Klasyfikacja punktowa | Klasyfikacja punktowa | Klasyfikacja punktowa | Klasyfikacja punktowa      | Klasyfikacja punktowa |
| Kolarz                | Kolarz                | Państwo               | Drużyna                    | Punkty                |
| --------------------- | --------------------- | --------------------- | -------------------------- | --------------------- |
| 1.                    | Jasper Philipsen      | Belgia                | Alpecin-Deceuninck         | 80 pkt                |
| 2.                    | Arnaud De Lie         | Belgia                | Lotto Dstny                | 62 pkt                |
| 3.                    | Christophe Laporte    | Francja               | Team Visma \| Lease a Bike | 49 pkt                |
| 4.                    | Paul Penhoët          | Francja               | Groupama-FDJ               | 46 pkt                |
| 5.                    | Tim Wellens           | Belgia                | UAE Team Emirates          | 42 pkt                |
| 6.                    | Axel Zingle           | Francja               | Cofidis                    | 34 pkt                |
| 7.                    | Stefan Bissegger      | Szwajcaria            | EF Education-EasyPost      | 33 pkt                |
| 8.                    | Alec Segaert          | Belgia                | Lotto Dstny                | 30 pkt                |
| 9.                    | Matteo Trentin        | Włochy                | Tudor Pro Cycling Team     | 26 pkt                |
| 10.                   | Magnus Sheffield      | Stany Zjednoczone     | Ineos Grenadiers           | 25 pkt                |

| Klasyfikacja punktowa | Klasyfikacja punktowa | Klasyfikacja punktowa | Klasyfikacja punktowa      | Klasyfikacja punktowa |
| Kolarz                | Kolarz                | Państwo               | Drużyna                    | Punkty                |
| --------------------- | --------------------- | --------------------- | -------------------------- | --------------------- |
| 1.                    | Jasper Philipsen      | Belgia                | Alpecin-Deceuninck         | 80 pkt                |
| 2.                    | Arnaud De Lie         | Belgia                | Lotto Dstny                | 62 pkt                |
| 3.                    | Christophe Laporte    | Francja               | Team Visma \| Lease a Bike | 49 pkt                |
| 4.                    | Paul Penhoët          | Francja               | Groupama-FDJ               | 46 pkt                |
| 5.                    | Tim Wellens           | Belgia                | UAE Team Emirates          | 42 pkt                |
| 6.                    | Axel Zingle           | Francja               | Cofidis                    | 34 pkt                |
| 7.                    | Stefan Bissegger      | Szwajcaria            | EF Education-EasyPost      | 33 pkt                |
| 8.                    | Alec Segaert          | Belgia                | Lotto Dstny                | 30 pkt                |
| 9.                    | Matteo Trentin        | Włochy                | Tudor Pro Cycling Team     | 26 pkt                |
| 10.                   | Magnus Sheffield      | Stany Zjednoczone     | Ineos Grenadiers           | 25 pkt                |

| Klasyfikacja młodzieżowa | Klasyfikacja młodzieżowa | Klasyfikacja młodzieżowa | Klasyfikacja młodzieżowa   | Klasyfikacja młodzieżowa |
| Kolarz                   | Kolarz                   | Państwo                  | Drużyna                    | Czas                     |
| ------------------------ | ------------------------ | ------------------------ | -------------------------- | ------------------------ |
| 1.                       | Alec Segaert             | Belgia                   | Lotto Dstny                | 16h 04' 08"              |
| 2.                       | Per Strand Hagenes       | Norwegia                 | Team Visma \| Lease a Bike | + 2"                     |
| 3.                       | Eddy Le Huitouze         | Francja                  | Groupama-FDJ               | + 1' 00"                 |
| 4.                       | Dylan Vandenstorme       | Belgia                   | Team Flanders-Baloise      | + 2' 04"                 |
| 5.                       | Arnaud De Lie            | Belgia                   | Lotto Dstny                | + 2' 13"                 |
| 6.                       | Iván Romeo               | Hiszpania                | Movistar Team              | + 4' 54"                 |
| 7.                       | Magnus Sheffield         | Stany Zjednoczone        | Ineos Grenadiers           | + 11' 38"                |
| 8.                       | Emil Herzog              | Niemcy                   | Red Bull-Bora-Hansgrohe    | + 12' 14"                |

| Klasyfikacja młodzieżowa | Klasyfikacja młodzieżowa | Klasyfikacja młodzieżowa | Klasyfikacja młodzieżowa   | Klasyfikacja młodzieżowa |
| Kolarz                   | Kolarz                   | Państwo                  | Drużyna                    | Czas                     |
| ------------------------ | ------------------------ | ------------------------ | -------------------------- | ------------------------ |
| 1.                       | Alec Segaert             | Belgia                   | Lotto Dstny                | 16h 04' 08"              |
| 2.                       | Per Strand Hagenes       | Norwegia                 | Team Visma \| Lease a Bike | + 2"                     |
| 3.                       | Eddy Le Huitouze         | Francja                  | Groupama-FDJ               | + 1' 00"                 |
| 4.                       | Dylan Vandenstorme       | Belgia                   | Team Flanders-Baloise      | + 2' 04"                 |
| 5.                       | Arnaud De Lie            | Belgia                   | Lotto Dstny                | + 2' 13"                 |
| 6.                       | Iván Romeo               | Hiszpania                | Movistar Team              | + 4' 54"                 |
| 7.                       | Magnus Sheffield         | Stany Zjednoczone        | Ineos Grenadiers           | + 11' 38"                |
| 8.                       | Emil Herzog              | Niemcy                   | Red Bull-Bora-Hansgrohe    | + 12' 14"                |

### Klasyfikacja drużynowa
| Klasyfikacja drużynowa | Klasyfikacja drużynowa     | Klasyfikacja drużynowa | Klasyfikacja drużynowa |
| Drużyna                | Drużyna                    | Państwo                | Czas                   |
| ---------------------- | -------------------------- | ---------------------- | ---------------------- |
| 1.                     | Team Visma \| Lease a Bike | Holandia               | 48h 13' 16"            |
| 2.                     | Decathlon-AG2R La Mondiale | Francja                | + 1' 35"               |
| 3.                     | EF Education-EasyPost      | Stany Zjednoczone      | + 1' 47"               |
| 4.                     | Groupama-FDJ               | Francja                | + 1' 51"               |
| 5.                     | Lotto Dstny                | Belgia                 | + 2' 23"               |
| 6.                     | Team Flanders-Baloise      | Belgia                 | + 3' 07"               |
| 7.                     | Red Bull-Bora-Hansgrohe    | Niemcy                 | + 5' 07"               |
| 8.                     | Bahrain Victorious         | Bahrajn                | + 5' 53"               |
| 9.                     | TDT-Unibet                 | Holandia               | + 7' 21"               |
| 10.                    | Intermarché-Wanty          | Belgia                 | + 8' 04"               |

### Liderzy klasyfikacji
| Etap   |                            | Pierwsze miejsce _ | Klasyfikacja generalna | Punktowa         | Młodzieżowa   | Najaktywniejszych | Drużynowa _                |
| ------ | -------------------------- | ------------------ | ---------------------- | ---------------- | ------------- | ----------------- | -------------------------- |
| 1      | pagórkowaty                | Jonathan Milan     | Jonathan Milan         | Jonathan Milan   | Arnaud De Lie | Jordy Bouts       | Lidl-Trek                  |
| 2      | jazda indywidualna na czas | Alec Segaert       | Alec Segaert           | Alec Segaert     | Alec Segaert  | Jordy Bouts       | Ineos Grenadiers           |
| 3      | płaski                     | Jonathan Milan     | Alec Segaert           | Jonathan Milan   | Alec Segaert  | brak danych       | Ineos Grenadiers           |
| 4      | płaski                     | Jasper Philipsen   | Alec Segaert           | Jasper Philipsen | Alec Segaert  | Jordy Bouts       | Ineos Grenadiers           |
| 5      | pagórkowaty                | Arnaud De Lie      | Tim Wellens            | Jasper Philipsen | Alec Segaert  | Jordy Bouts       | Team Visma \| Lease a Bike |
| Koniec | Koniec                     |                    | Tim Wellens            | Jasper Philipsen | Alec Segaert  | Jordy Bouts       | Team Visma \| Lease a Bike |